# کنکیو
کنکیو (به ژاپنی: 建久 Kenkyū) نام یک عصر تاریخی ژاپنی بود. این عصر بعد از بونجی (دوره ژاپنی) و قبل از شوجی (دوره) قرار داشت و از آوریل ۱۱۹۰ تا آوریل ۱۱۹۹ میلادی به طول انجامید. در طی این عصر امپراتور گو توبا، امپراتور ژاپن بود.